# 山本山
株式会社山本山（やまもとやま）は、海苔とお茶を製造している食品メーカー。『日本最古の煎茶商』で『玉露を発明』したことで知られている。本社所在地は東京都中央区日本橋二丁目。「上から読んでも山本山。下から読んでも山本山」というキャッチフレーズで広く知られる。
江戸期以来、茶を取り扱っていたが、戦後に海苔も取り扱い始めた。所在がともに日本橋であることもあってか、山本海苔店とよく混同されるが、まったくの別会社。

## 概要
創業者の嘉兵衛は、山城国（京都府南部、概ね京都市以南）にある宇治山本村（現在の同府宇治市山本）というところでお茶を作っていた。日々お茶を作る中で「宇治のおいしいお茶を、もっと多くの人に味わってもらいたい」という思いを抱き江戸に行く。1690年（元禄3年）に日本橋で和紙やお茶、茶器類等を扱う「鍵屋」を開業。
4代目の嘉兵衛の時に大きなチャンスが訪れる。永谷宗円（永谷園の創業者・永谷嘉男の先祖。嘉男は宗円の10代後の子孫である）が宇治茶の煎茶を開発、山本山は江戸で委託販売して莫大な財を成すことになった。当時の煎茶は日干しで乾かした茶色い黒茶で味も良くなく、宗円が発明した煎茶は美しい黄緑色と、適度の渋み、苦みに、旨味、甘味を実現した画期的なものだった。さらに4代目の山本嘉兵衛は商品名に「天下一」と名付けて売り出すことで、江戸そして、全国で圧倒的な人気を博した。以降、山本家は永谷家に対して1875年（明治8年）まで毎年小判25両をお礼として贈り続けた。
当時の江戸は1657年（明暦3年）の「明暦の大火」で大被害に見舞われており、全国各地から腕利きの職人が上京し、江戸の町を復興させようという動きだった。以前は「1日2食」の質素な食事が基本だった庶民の食を蕎麦、寿司、天ぷらといった屋台がどんどんでき始め、山本山は「煎茶」を推進、飲料文化を急速に加速させた。
5代目、6代目も日本茶史に残る大きな業績を残す。「古今稀な知恵の持ち主」と宇治の生産者達からも評された5代目の嘉兵衛徳潤は当時マイナーな存在だった「狭山茶」を発掘して「霜の花」「雪の梅」と名付けて積極的に販売、狭山茶は「静岡茶」「宇治茶」と並んで「日本三大茶」と称される存在となった。6代目の嘉兵衛徳翁は、1835年（天保6年）宇治小倉郷の木下吉左衛門宅にて製茶中の茶葉を露のように丸く焙ることを思いついて、やってみたところ甘露の味わいの絶品に仕上がることを発見。これこそが今日にも至る高級茶葉「玉露」の発明だった。
1947年（昭和22年）9代目の邦一郎は料亭で有明海産の高級海苔を食べて感動したことと、お茶と海苔の旬が違うこともあり、もう一つの看板商品となる海苔の取り扱いを開始。1963年（昭和38年）の頃から「上から読んでも山本山。下から呼んでも山本山」で積極的なブランディングを展開。名コピーは9代目が考案したもの。老舗とは思えないほど、時代の流れに合わせて積極的に事業展開を続け、1970年（昭和45年）にはブラジル・サンパウロで初の海外出店。ブラジルで東京ドーム45個分もの面積の茶園を作ってお茶を生産する一方で、1975年にはアメリカロサンゼルスに現地法人「ヤマモトヤマ・オブ・アメリカ」を設立、日本茶や海苔の他、ハーブティーを販売し始める。アメリカ・ヨーロッパ・アジアの各国で健康飲料として注目される日本茶をはじめ、中国茶・紅茶・ハーブティーの製造、世界中でブームとなる寿司に使用される海苔の加工を行なうなど、垂直方向（生産）から水平方向（販路）の事業展開を繰り返す。
2017年（平成29年）からは商品のリブランディングに着手。ロゴや全商品のパッケージのデザインを刷新した。10代目の嘉一郎の実娘で米国法人社長の奈未に一任。
2018年（平成30年）創業の地に建った日本橋高島屋三井ビルディング内に本社を置き、ビル1階に「山本山 ふじヱ茶房」をオープン。店作りは奈未が担当。

## 社名ロゴ

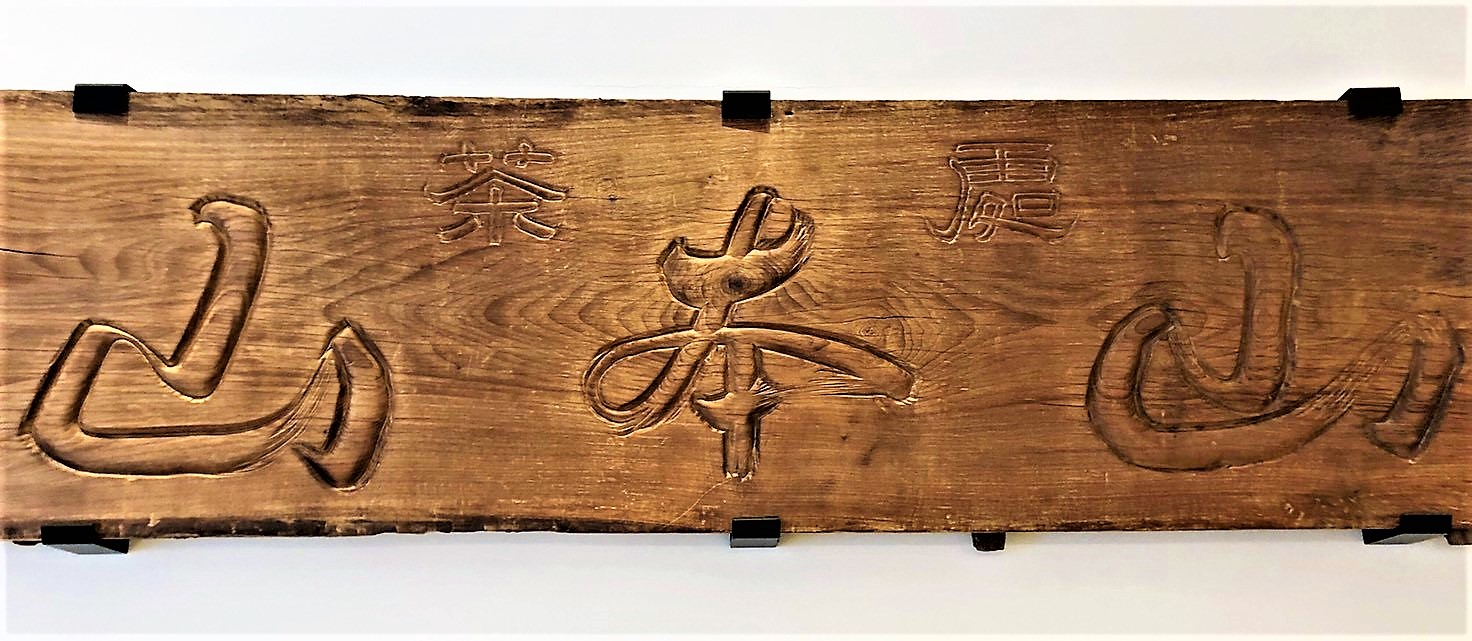
「山本山」の扁額

2018年まで使用されていた社名ロゴの揮毫は岡本一平の父で、書家の岡本可亭（1858年 - 1919年）によるもので、
現在使われているものは書家の岡西佑奈の揮毫。

## エピソード

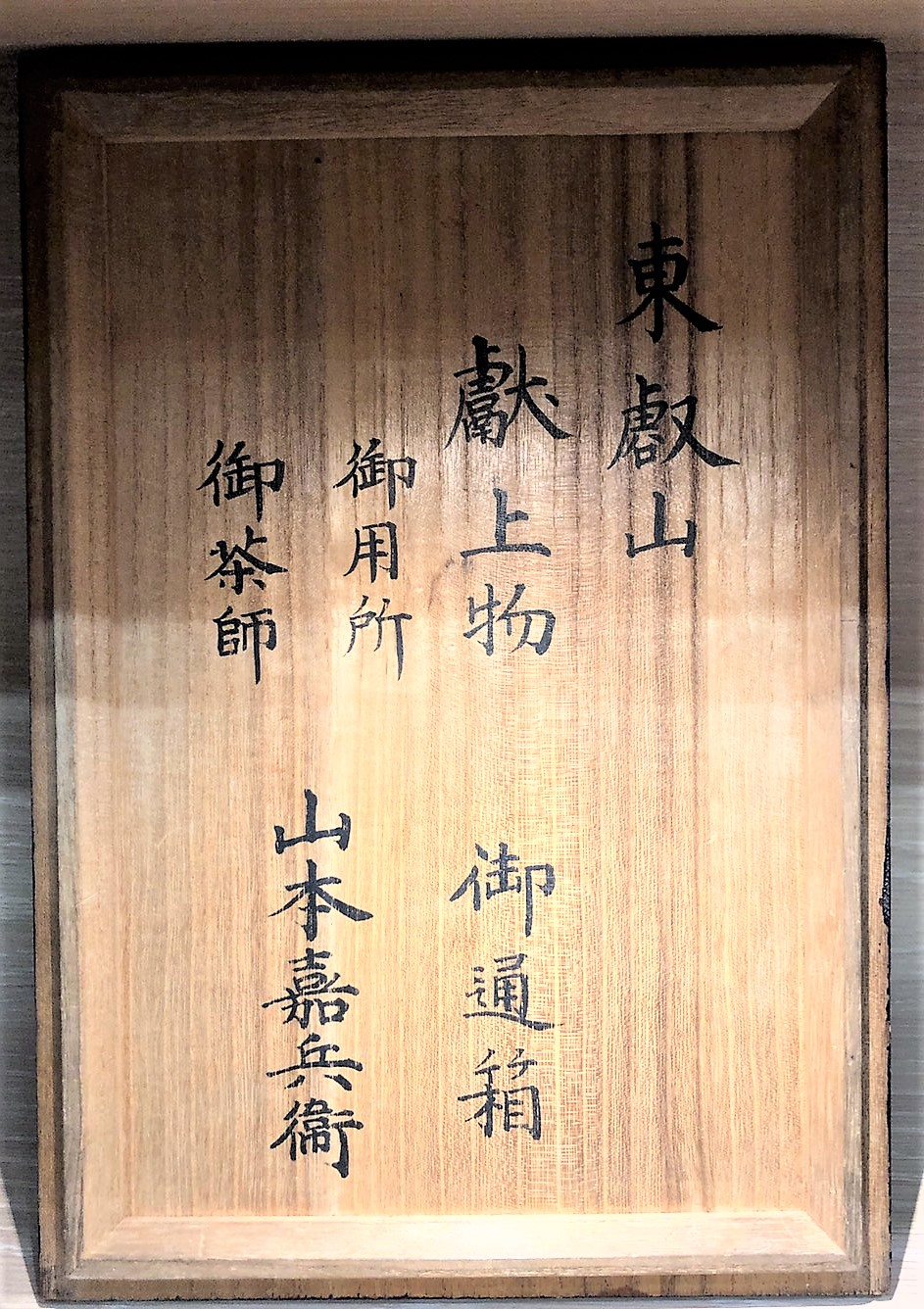
東叡山・寛永寺に献上／山本嘉兵衛

- もともと「山本山」という名前の由来は回文を意図して狙ったものではない。お茶の世界では茶園のことを「山」と呼び、伊藤家の茶園なら「伊藤山」、山本家の茶園なら「山本山」である。創業以来、「山本山」という高級煎茶を売っていたことから1941年（昭和16年）社名になった[9]。
- 山本家の業績の中で特筆される事項は『元文3年 江戸に青製上煎茶の伝来』『天保6年 玉露の発明』『日本最古の煎茶商（社）』があげられる。代々、流行ものが好きな家系で『明治時代からリプトン様式を取り入れる』『日本で初めてティーバックを作る』『廃れていた狭山茶を再ブレイクさせる』など先見の明を持っていた[10]。
- 代々、宮内庁や御三卿 一橋家や上野・寛永寺に献上していた[11]。
- 売上の3割がお茶で、7割が海苔。先代の10代目社長・山本嘉一郎は「どちらかを選べ」と究極の選択を迫られたら、お茶を選ぶとインタビューで答えている。理由は「未来は過去の中にある。山本山の歴史である茶をつないでいくことが、未来に続いていくのではないかと思っているから」と話す[12]。
- 11代目現社長は実娘・奈未である。奈未はアメリカの大学を卒業し、ロサンゼルスの「ヤマモトヤマ・オブ・アメリカ」で働く。10代目社長・山本嘉一郎は「いつの日かアメリカで国際結婚をしてアメリカ生まれ・アメリカ育ちの孫ができ、その孫が茶を楽しみ、茶を考えていく時がグローバル化の始まりと思っている」と話す。[12]。
- 海苔に合わせて「みんなが大好きなおにぎりの具は何ランキング」を定期的にアンケート、マスコミ発表している。最新順位は1位が鮭（21.6%）、2位が明太子（13.3%）、3位が梅干し（12.7%）、4位が昆布・昆布佃煮（8.9%）、5位がたらこ・焼きたらこ（8.6%）、6位がツナマヨ（7.4%）、7位がすじこ（5.4%）、8位がおかか（鰹節）（3.5%）、9位が塩のみ（3.4%）、10位が梅おかか（3.3%）[13]
- 乃木坂46の中田花奈は回文っぽい名前を理由に「山本山」というあだ名がつけられる[14]。昔から日本人は上から呼んでも下から呼んでも同じ名前の人を「山本山」というあだ名につけがちである[独自研究?]。
- 「アド街ック天国」（2018年10月6日放送）日本橋 BEST30の回で「山本山」が第3位に選出。本社ビル1階の店舗には毎朝、社長自らが見茶（けんちゃ）をして日本茶の味や風味を確認、老舗の味を日々守り、進化を続けていると紹介された[15]。

## 沿革

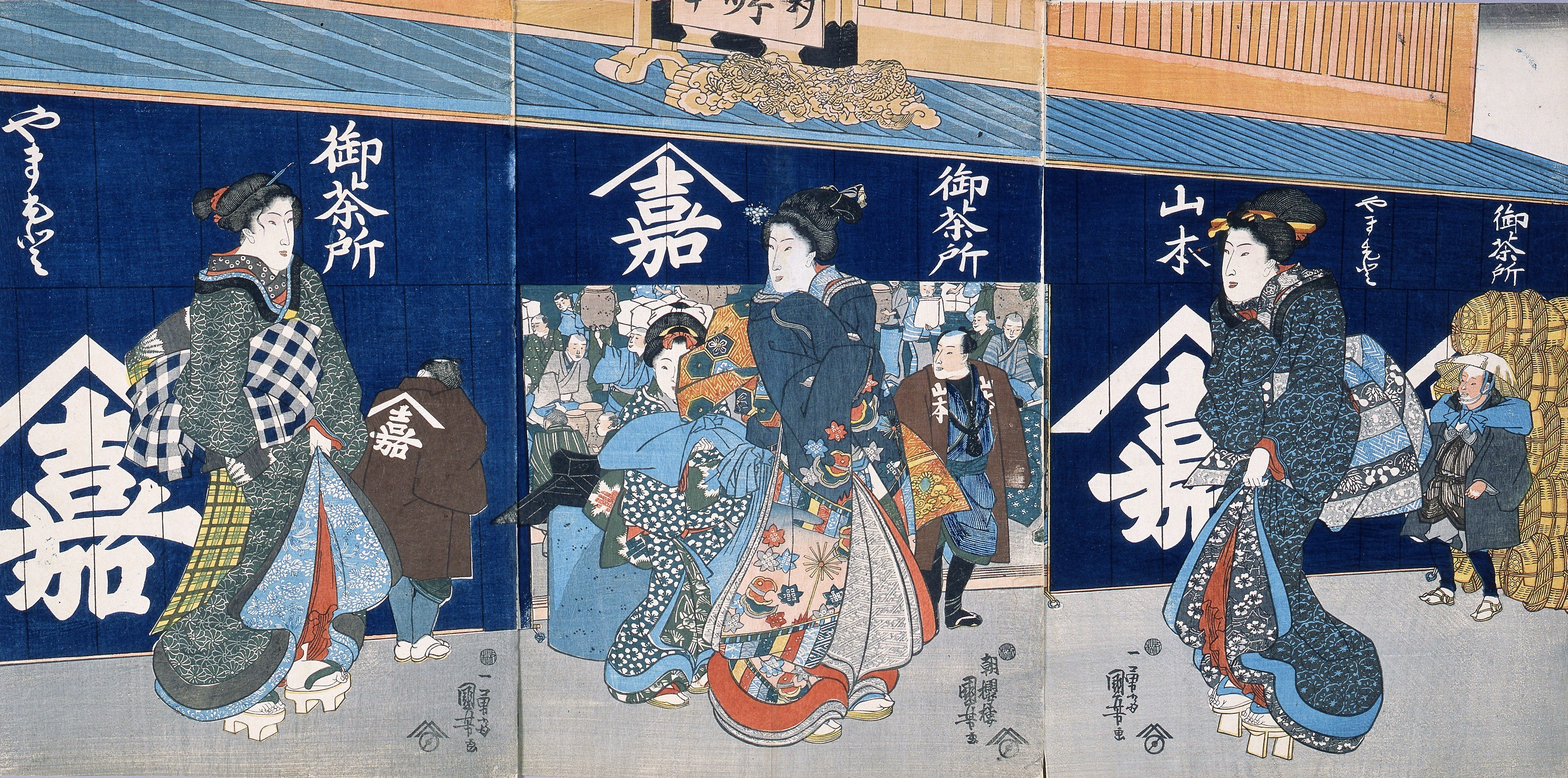
山本山（江戸時代）／茶問屋山本（現：株式会社山本山）の店頭
歌川広重「東海道五十三次　日本橋朝之景」にて

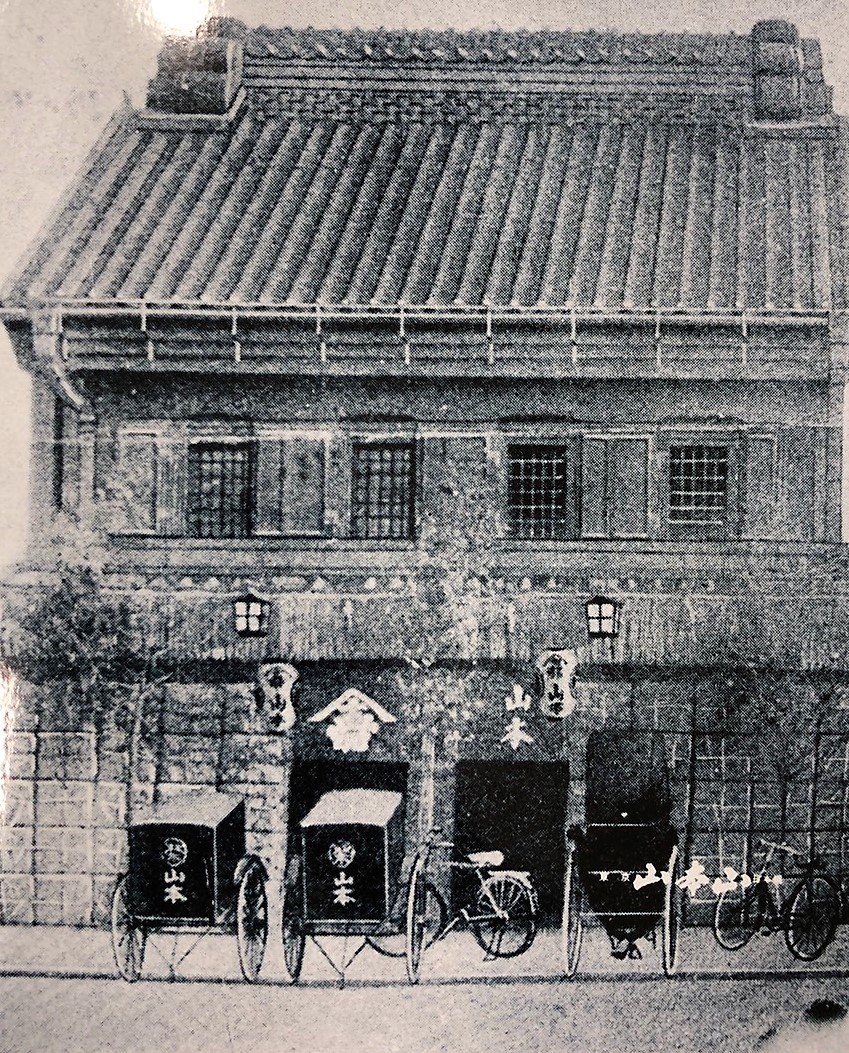
山本山（明治時代）

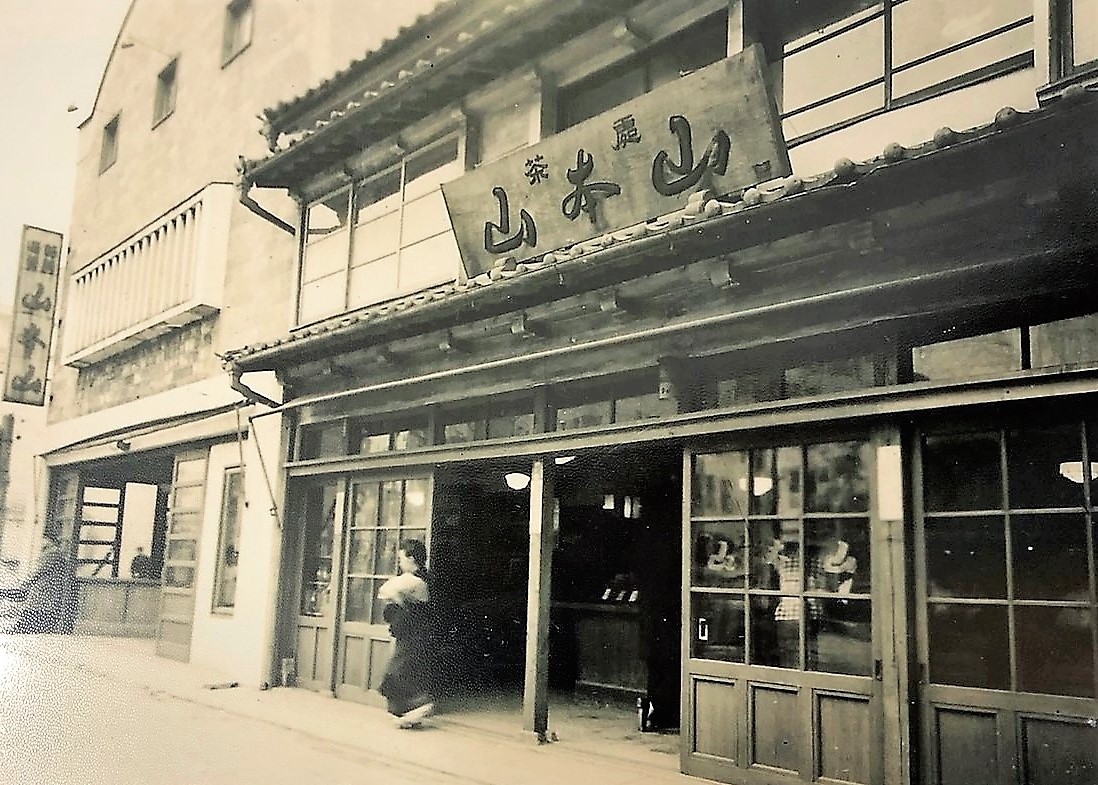
山本山（昭和時代）

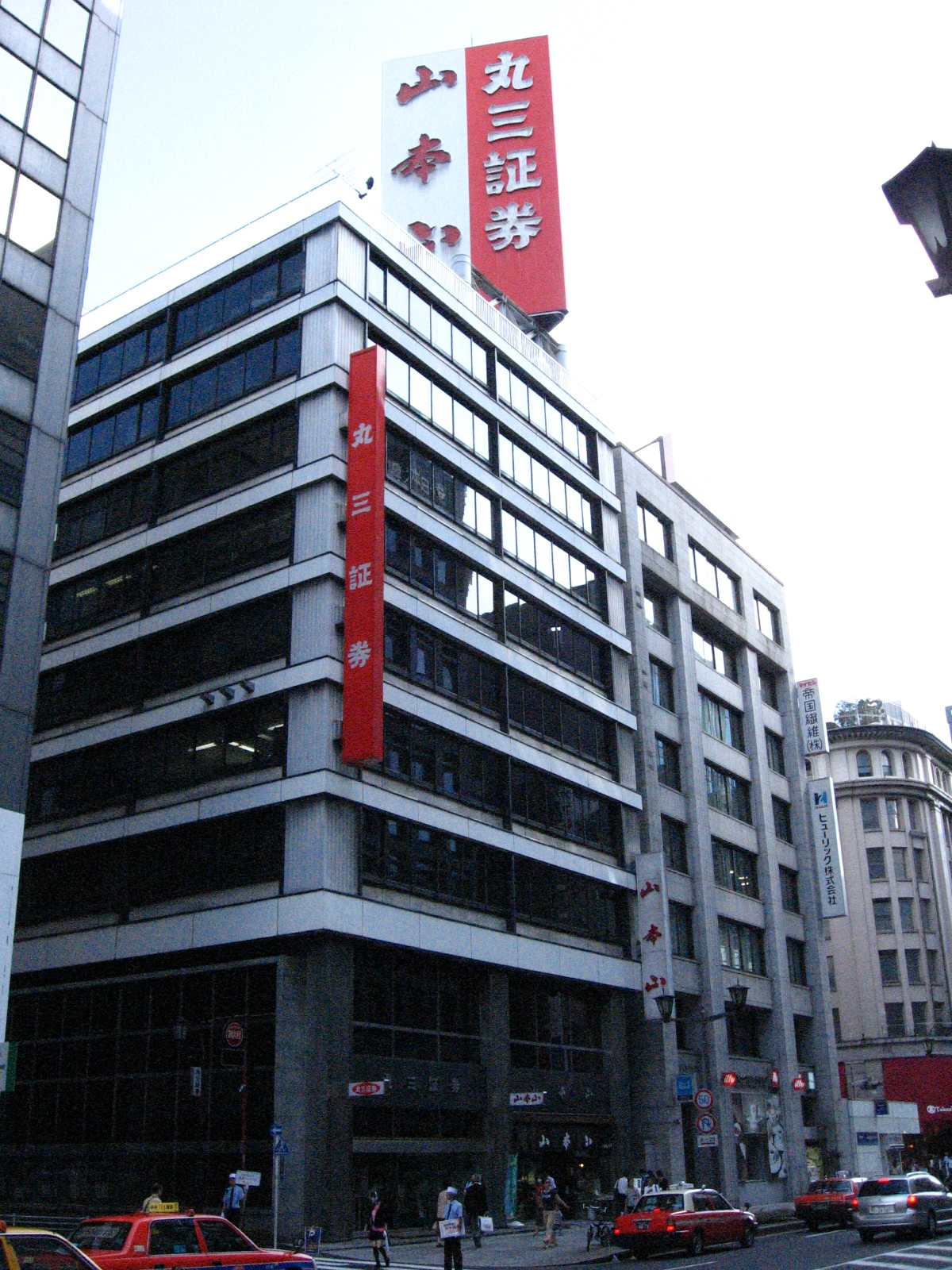
山本山 旧本社ビル

- 1690年（元禄3年4月） - 初代嘉兵衛が江戸に出店。歌川広重の「東海道五十三次　日本橋朝之景」に描写[16]
- 1738年（元文3年6月） - 山城国宇治田原郷湯屋谷の住人永谷宗七郎、青製の煎茶製造に成功。山本嘉兵衛は「天下一」の号を附して市販[16]
- 1787年（天明7年春） - 日本橋二丁目都竜軒山本嘉兵衛、茶所として引札を出す[16]
- 1816年（文化13年） - 一橋卿・幕府本丸御用茶師となる[16]
- 1830年（文政13年） - 西御本丸・東叡山・御三卿（田安・一橋・清水）御茶御用を勤める[16]
- 1835年（天保6年春） - 6代目・嘉兵衛徳翁、宇治郷小倉の木下家において玉露茶を発明する[16]
- 1885年（明治18年12月） - 東京府庁より茶業鑑札第二号を受ける[16]
- 1923年（大正12年9月1日） - 関東大震災、倉庫七棟と共に全焼・深川支店も全焼[16]
- 1941年（昭和16年5月） - 法人化、株式会社山本山と称す[16]
- 1945年（昭和20年3月） - 東京大空襲・全焼[16]
- 1946年（昭和21年10月） - 日本橋に二階建て店舗を建設[16]
- 1947年（昭和22年） - 海苔の販売開始[16]
- 1951年（昭和26年5月） - 山本山ビルディング建設[16]
- 1960年（昭和35年5月） - 東京第一工場建設[16]
- 1962年（昭和37年7月） - 第二山本山ビルディング建設[16]
- 1963年（昭和38年5月） - 「日本茶ティーバッグ」発売[16]
- 1966年（昭和41年） - 静岡工場建設静岡工場建設[16]
- 1970年（昭和45年） - 福岡支店・大阪支店・札幌支店・名古屋営業所 開設[16]
- 1970年（昭和45年10月） - ブラジル・サンパウロ州 現地法人設立ブラジル・サンパウロ州現地法人[16]
- 1973年（昭和48年） - 熊本工場建設[16]
- 1975年（昭和50年9月） - アメリカ・ロサンゼルス 現地法人設立[16]
- 1989年（平成元年6月） - 仙台営業所 開設
- 2018年（平成30年9月） - 日本橋再開発で竣工した日本橋高島屋三井ビルディング11階に本社事務所を開設。同ビル１階の中央通りに面する山本山創業の地に、「ふじヱ茶房」を開店。

## 事業内容
- 茶及び茶を原料とした加工品の企画・販売[17]
- 海苔及び海苔を原料とした加工品の企画・販売[17]
- 食料品の販売[17]
- 茶及び海苔の輸出入業務[17]
- 飲食店事業[17]
- 貸ビル及び貸室の業務[17]
- 上記に付帯する一切の業務[17]

## 事業所
- 本社（東京都中央区日本橋）
- 本店（東京都中央区日本橋・日本橋髙島屋三井ビルディング1階）
- 大阪事務所（大阪府大阪市北区梅田）
- 商品センター（神奈川県厚木市）
- グループ企業
  - ヤマモトヤマ USA（アメリカ・ロサンゼルス）
  - ヤマモトヤマ ブラジル（ブラジル・サンパウロ）
  - 株式会社山本山大森工場（東京都大田区）

その他、事業所在地を参照。

## 店舗

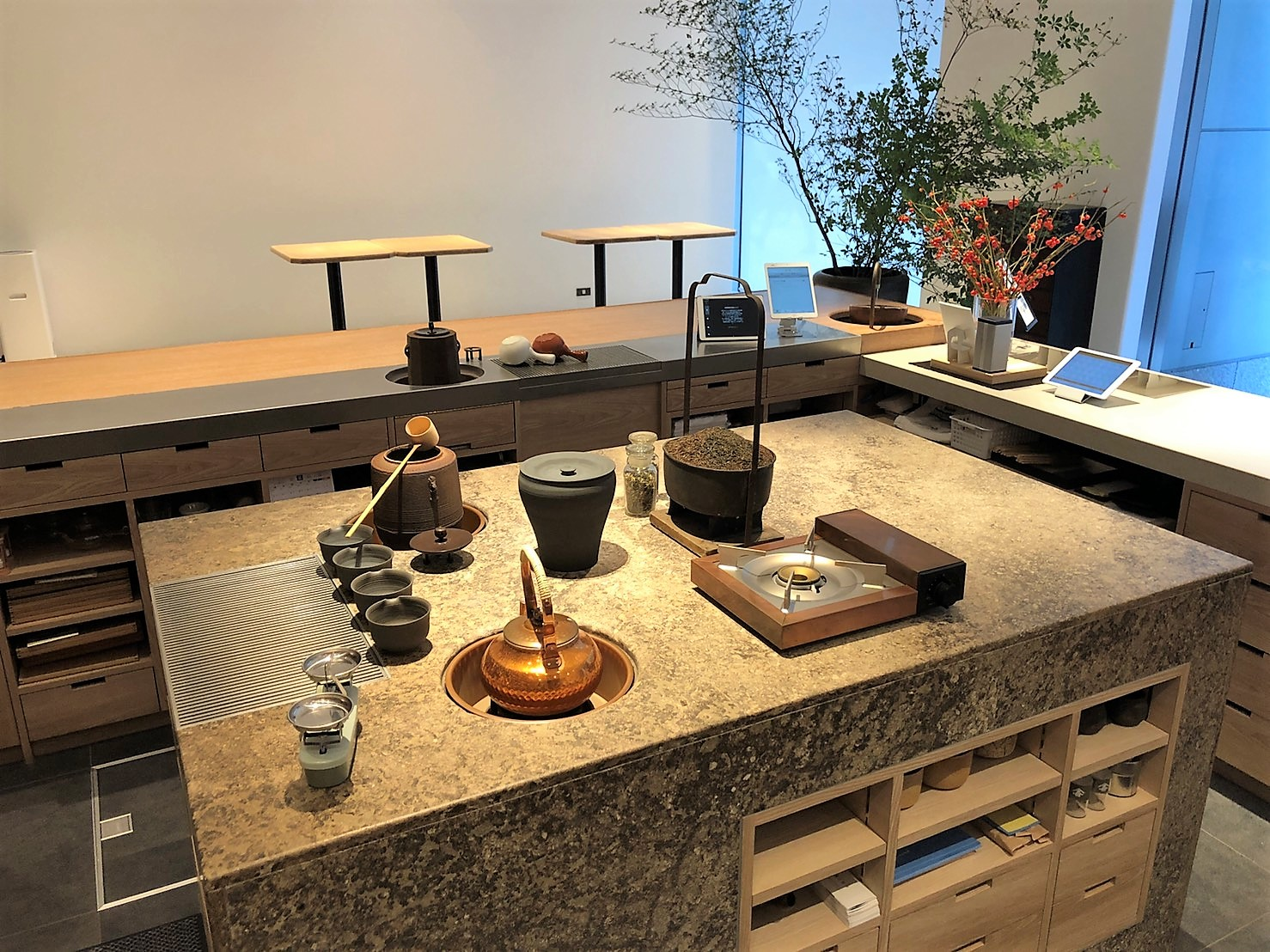
山本山 ふじヱ茶房（店内）

### 直営店
山本山 ふじヱ茶房
お茶と海苔の魅力を直感で感じられる茶房をコンセプトにした日本茶専門の茶房
- 日本橋本店 - 2018年9月25日OPEN[18]

山本山 フジヱラボ
お茶専門店と合わせて抹茶、煎茶、ほうじ茶を使ったドリンクやスイーツを提供する。
- 新宿高島屋 - 2021年4月26日OPEN[19]

### 委託販売店
現在38都道府県・93店舗。山本山販売員のいるお店も含む。その他、店舗所在地を参照。

## 受賞

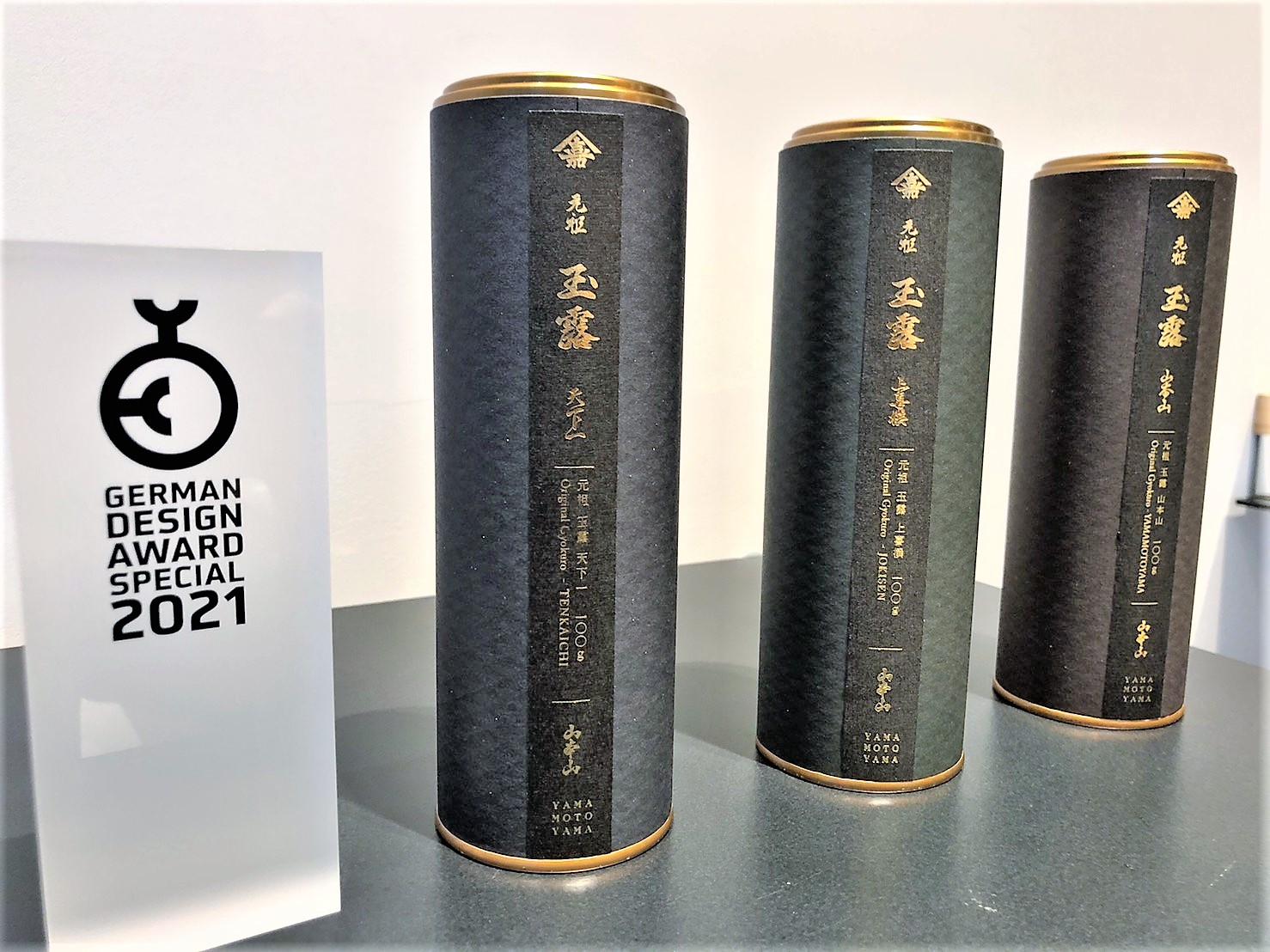
山本山のコミュニケーション・アイテムが国際的なデザイン賞「レッド・ドット・アワード2019」受賞

- レッド・ドット・デザイン賞（2019年） - 国際的なプロダクトデザイン賞[20]  　※ https://www.red-dot.org
- ジャーマン・デザイン・アワード賞（2020年）　　※ https://www.german-design-award.com
- A' Design Award／最高賞のプラチナム賞（2021年）  ※ https://competition.adesignaward.com

## 主な商品

### お茶
- 玉露
- 煎茶
- 合組
- 産地別
- ティーバッグ
- ご家庭用お茶
- 抹茶
- 玄米茶
- ほうじ茶

### 海苔
- ご家庭用海苔
- 焼海苔
- 味付海苔
- もみのり
- バラエティー海苔
- 食膳用海苔

## 歴代社長
※カッコは在任期間
- 初代：山本嘉兵衛／1744年6月17日死去[16]

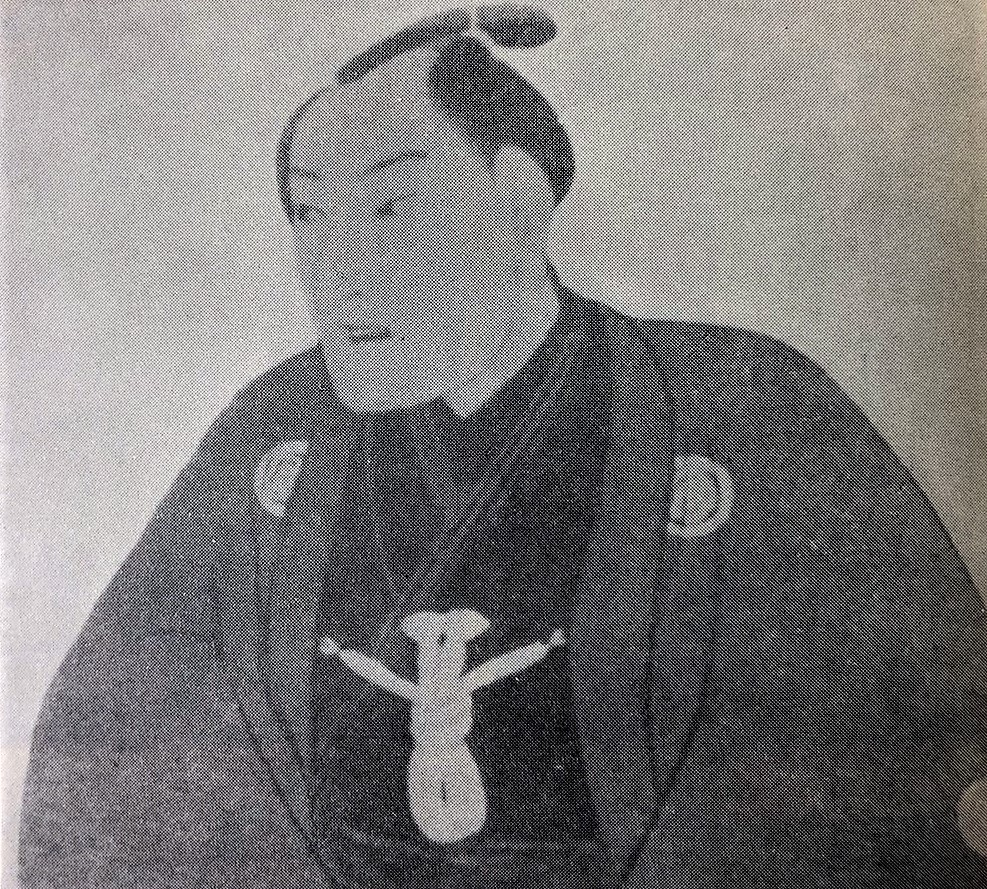
玉露を発明した6代目山本嘉兵衛徳翁（肖像画）

- 第2代：山本嘉兵衛（2代目）／1776年10月17日死去[16]
- 第3代：山本嘉兵衛（3代目）／1793年10月5日死去[16]
- 第4代：山本嘉兵衛喜道／1799年2月26日死去[16]
- 第5代：山本嘉兵衛徳潤／1819年6月18日死去[16]
- 第6代：山本嘉兵衛徳翁／1874年7月6日死去[16]
- 第7代：山本嘉兵衛徳治／1930年1月24日死去[16]
- 第8代：山本嘉兵衛謙太郎（1941年 - 1962年）[16]
- 第9代：山本嘉兵衛邦一郎（1962年 - 2008年）[16]
- 第10代：山本嘉一郎（2008年 - 2023年）
- 第11代：山本奈未（2023年 - 現在）

## CM
「上から読んでも山本山、下から読んでも山本山」のキャッチコピーでお馴染み。
1970年代の弥次さん・喜多さんのアニメーションCMが有名だが、2014年に東京スカイツリーが登場するリメイク版が新たに制作された。
過去の主な出演者
- 島倉千代子
- 山口果林
- 芥川隆行（ナレーション）ほか

## スポンサー
長年、フジテレビの夕方全国ニュース枠（『FNNニュース6:30』→『FNNニュースレポート6:00』→『FNNスーパータイム』、現在の『Live News イット!』）の複数社提供のうちの一社だったことでも知られる。1996年3月にスポンサーから降板。
過去の主な番組
- 月曜ワイド劇場（テレビ朝日）
- サンデープロジェクト（テレビ朝日・朝日放送共同制作）
- 四季の詞（フジテレビ・関東ローカルでのスポンサー。その後ビタワンに交代）
- 木曜洋画劇場（テレビ東京、カウキャッチャー） ほか

## 関連書籍
- 『嚢物教科書 上巻』（山本嘉兵衛, 赤沼八重子・著／元々堂／1912年4月）
- 『嚢物教科書 下巻』（山本嘉兵衛, 赤沼八重子・著／元々堂／1914年8月）
- 『東京を知るために…のれん』（山本嘉次郎・著／はとバス興行／1971年9月） - 玉露と煎茶の生みの親として紹介される
- 『江戸日本橋のれん物語』（島武史・著／暁印書館／1975年) - 天上天下一の茶の老舗『山本山』を特集
- 『山本山の歴史』（横田幸哉・著／山本山蔵版／1976年3月16日） - 山本山のルーツを辿る文献書